# Kit's Coty
Kit's Coty est un village du Kent, en Angleterre.